# Personer i Sverige födda i Bosnien och Hercegovina
Till personer i Sverige födda i Bosnien och Hercegovina räknas personer som är folkbokförda i Sverige och som har sitt ursprung i Bosnien och Hercegovina. Enligt Statistiska centralbyrån fanns det 2017 i Sverige sammanlagt cirka 58 900 personer födda i Bosnien och Hercegovina.  Siffran innefattar inte personer födda fram till 1992 då Bosnien och Hercegovina var en del av Jugoslavien.

## Historik
Under Bosnienkriget, som utkämpades mellan april 1992 och november 1995, anlände uppemot 48 000 bosniska flyktingar till Sverige. Den 21 juni 1993 införde Sverige visumtvång för bosnier.

## Historisk utveckling

### Födda i Bosnien och Hercegovina
| Personer i Sverige födda i Bosnien och Hercegovina 2000–2024 | Personer i Sverige födda i Bosnien och Hercegovina 2000–2024 | Personer i Sverige födda i Bosnien och Hercegovina 2000–2024 | Personer i Sverige födda i Bosnien och Hercegovina 2000–2024 | Personer i Sverige födda i Bosnien och Hercegovina 2000–2024 |
| ------------------------------------------------------------ | ------------------------------------------------------------ | ------------------------------------------------------------ | ------------------------------------------------------------ | ------------------------------------------------------------ |
|                                                              |                                                              |                                                              |                                                              |                                                              |
| År                                                           |                                                              |                                                              | Folkmängd                                                    |                                                              |
| 2000                                                         | 2000                                                         |                                                              | 51 526                                                       |                                                              |
| 2001                                                         | 2001                                                         |                                                              | 52 198                                                       |                                                              |
| 2002                                                         | 2002                                                         |                                                              | 52 948                                                       |                                                              |
| 2003                                                         | 2003                                                         |                                                              | 53 949                                                       |                                                              |
| 2004                                                         | 2004                                                         |                                                              | 54 514                                                       |                                                              |
| 2005                                                         | 2005                                                         |                                                              | 54 813                                                       |                                                              |
| 2006                                                         | 2006                                                         |                                                              | 55 465                                                       |                                                              |
| 2007                                                         | 2007                                                         |                                                              | 55 713                                                       |                                                              |
| 2008                                                         | 2008                                                         |                                                              | 55 960                                                       |                                                              |
| 2009                                                         | 2009                                                         |                                                              | 56 127                                                       |                                                              |
| 2010                                                         | 2010                                                         |                                                              | 56 183                                                       |                                                              |
| 2011                                                         | 2011                                                         |                                                              | 56 290                                                       |                                                              |
| 2012                                                         | 2012                                                         |                                                              | 56 595                                                       |                                                              |
| 2013                                                         | 2013                                                         |                                                              | 56 804                                                       |                                                              |
| 2014                                                         | 2014                                                         |                                                              | 57 289                                                       |                                                              |
| 2015                                                         | 2015                                                         |                                                              | 57 705                                                       |                                                              |
| 2016                                                         | 2016                                                         |                                                              | 58 181                                                       |                                                              |
| 2017                                                         | 2017                                                         |                                                              | 58 880                                                       |                                                              |
| 2018                                                         | 2018                                                         |                                                              | 59 395                                                       |                                                              |
| 2019                                                         | 2019                                                         |                                                              | 60 012                                                       |                                                              |
| 2020                                                         | 2020                                                         |                                                              | 60 161                                                       |                                                              |
| 2021                                                         | 2021                                                         |                                                              | 60 194                                                       |                                                              |
| 2022                                                         | 2022                                                         |                                                              | 60 265                                                       |                                                              |
| 2023                                                         | 2023                                                         |                                                              | 60 003                                                       |                                                              |
| 2024                                                         | 2024                                                         |                                                              | 59 333                                                       |                                                              |
| Anm.: Befolkning den 31 december respektive år.              |                                                              |                                                              |                                                              |                                                              |